# Väster-Sösjön, Västerbotten
Väster-Sösjön är en sjö i Skellefteå kommun i Västerbotten och ingår i Mångbyåns huvudavrinningsområde.